# Sede titolare di Natchez
Natchez (in latino: Natchetensis) è una sede titolare della Chiesa cattolica.

## Storia
Il titolo Natchetensis fa riferimento alla diocesi eretta il 28 luglio 1837 con giurisdizione su tutto il territorio del Mississippi negli Stati Uniti d'America.
Il 18 dicembre 1956, in seguito al trasferimento della sede vescovile da Natchez a Jackson, assunse il nome di «diocesi di Natchez-Jackson», e il 1º marzo 1977 quello di «diocesi di Jackson». In questa stessa data, Natchez è stata inserita nell'elenco delle sedi titolari della Chiesa cattolica.
Dall'11 maggio 2010 il vescovo titolare è Eduardo Alanis Nevares, vescovo ausiliare di Phoenix.

## Cronotassi dei vescovi titolari
- Daniel William Kucera, O.S.B. † (6 giugno 1977 - 5 marzo 1980 nominato vescovo di Salina)
- William Henry Bullock † (3 giugno 1980 - 10 febbraio 1987 nominato vescovo di Des Moines)
- John Gavin Nolan † (12 dicembre 1987 - 19 novembre 1997 deceduto)
- Timothy Michael Dolan (19 giugno 2001 - 25 giugno 2002 nominato arcivescovo di Milwaukee)
- Salvatore Joseph Cordileone (5 luglio 2002 - 23 marzo 2009 nominato vescovo di Oakland)
- Eduardo Alanis Nevares, dall'11 maggio 2010